# Удобы
Удобы — деревня в Холмском районе Новгородской области, входит в Тогодское сельское поселение. Площадь земель относящихся к деревне — 5 га.
Деревня расположена на юге Новгородской области, на высоте 94 м над уровнем моря, на реке Большой Тудер.

## История
В списке населённых мест Демянского уезда Новгородской губернии за 1909 год посёлок Удобы (Дуб) указан как относящаяся к Велильской волости уезда (1 стана 3 земельного участка). Население посёлка — 37 жителей: мужчин — 18, женщин — 19, число жилых строений — 7.
До 31 июля 1927 года деревня в составе Велильской волости Демянского уезда Новгородской губернии РСФСР, а затем с 1 августа в составе новообразованного Молвотицкого района Новгородского округа Ленинградской области.
По результатам муниципальной реформы деревня входит в состав муниципального образования — Тогодское сельское поселение Холмского муниципального района (местное самоуправление), по административно-территориальному устройству подчинена администрации Тогодского сельского поселения Холмского района.